# Кук, Василий Семёнович
Васи́лий Семёнович Кук (1921—1997) — старший сержант Рабоче-крестьянской Красной Армии, участник Великой Отечественной войны, Герой Советского Союза (1944).

## Биография
Василий Кук родился 5 мая 1921 года в селе Солоница (ныне — Лубенский район Полтавской области Украины). После окончания восьми классов школы работал на сахарном заводе. В 1939 году Кук был призван на службу в Рабоче-Крестьянскую Красную Армию.
С 1941 года — на фронтах Великой Отечественной войны. Участвовал в битве за Москву, был тяжело ранен.С 1943 года - кандидат в члены ВКП(б).
К июню 1944 года старший сержант Василий Кук командовал отделением 2-й роты 10-го отдельного стрелкового батальона 70-й морской стрелковой бригады 7-й армии Карельского фронта. Отличился в ходе Тулоксинской десантной операции на восточном берегу Ладожского озера.
Взвод Кука должен был, выдвинувшись вперёд основных сил, обустроить свои позиции. Вражеские войска обнаружили его и контратаковали, пытаясь отбросить десантников назад. Взвод успешно отразил контратаку и сам перешёл в наступление. В критический момент боя, когда взвод попал под пулемётный обстрел, Кук, невзирая на опасность для своей жизни, подобрался к дзоту и уничтожил пулемёт вместе с расчётом.
Указом Президиума Верховного Совета СССР от 21 июля 1944 года за «образцовое выполнение боевых заданий командования на фронте борьбы с немецкими захватчиками и проявленные при этом мужество и героизм» старший сержант Василий Кук был удостоен высокого звания Героя Советского Союза с вручением ордена Ленина и медали «Золотая Звезда» за номером 4307.
Приказом по 70 огсбр №: 75 от: 30.01.1945 года помкомвзвода старший сержант Кук награждён медалью "За оборону Советского Заполярья".
Приказом по 70 огсбр №: 35 от: 01.08.1945 года командир взвода автоматчиков автоматной роты 1-го горнострелкового батальона 70-й отдельной горнострелковой Печенгской Краснознаменной ордена Красной Звезды бригады старший сержант Кук награждён орденом Красной Звезды за то, что в наступательных боях 20.10.1944 года в бою за г. Никель со своим взводом первым ворвался в город, уничтожая противника и отбив до 15 контратак, содействовал взятию города.
Участвовал в Параде Победы.

## После войны
В 1945 году Кук был демобилизован. Проживал в Москве, работал в аппарате Министерства обороны СССР.
В 1985 году награждён орденом Отечественной войны I степени.

## Смерть
Скончался 30 марта 1997 года, похоронен на Троекуровском кладбище Москвы.

## Награды и звания
- Орден Отечественной войны I степени
- Орден Красной Звезды
- Медали[1]("За оборону Москвы", "За оборону Советского Заполярья")